# Pieter Willem Korthals
Pieter Willem Korthals, född den 1 september 1807 i Amsterdam, död den 8 februari 1892 i Haarlem, var en nederländsk botaniker. Korthals var Nederländska Ostindiens officielle botaniker mellan 1831 och 1836.
Han har fått släktena Korthalsia och Korthalsella samt arten Bulbophyllum korthalsii uppkallade efter sig.
Auktorsnamnet Korth. kan användas för Pieter Willem Korthals i samband med ett vetenskapligt namn inom botaniken; se Wikipediaartiklar som länkar till auktorsnamnet.